# Catherine Malfitano
Catherine Malfitano (née le 18 avril 1948 à New York) est une chanteuse d'opéra soprano américaine. On la considère généralement comme une des plus grandes sopranos lyriques des États-Unis. La richesse de ses performances vocales, la grâce de son physique et ses possibilités dramatiques ont fait d'elle une interprète particulièrement recherchée dans les salles d'opéras et de concert. 
Elle est la fille d'une danseuse de ballets, Maria Maslova, et d'un violoniste, Joseph Malfitano. Elle a fréquenté la High School of Music and Art et a étudié au Studio Frank Corsaro et à la Manhattan School of Music, obtenant son diplôme en 1971. 

## Carrière à l'opéra
Elle a fait ses débuts professionnels dans le chant en 1972 au Central City Opera où elle interprétait le rôle de Nannetta dans Falstaff de Verdi. Elle est apparue bientôt avec le Minnesota Opera et, en 1974, au New York City Opera, dans La Bohème, où elle était Mimi. On l'a vue ensuite avec le Lyric Opera de Chicago (1975) et à la Royal Opera House (1976) ainsi que dans d'autres grands opéras en Europe. En 1978, elle a obtenu une reconnaissance plus vaste dans le drame musical de Gian Carlo Menotti, The Saint of Bleeker Street où elle jouait Annina.
Par la suite elle a chanté pour les plus grands opéras à travers le monde, y compris le Metropolitan Opera de New York, la Scala de Milan, le Royal Opera Londres, l’Opéra national du Rhin à Strasbourg, le théâtre du Châtelet à Paris, le théâtre royal de la Monnaie à Bruxelles, le Grand Théâtre de Genève, le Teatro comunale  de Florence, le grand théâtre du Liceu, le Staatsoper de Berlin, celui de Vienne, celui de Munich, l'Opéra de Paris, le Staatsoper de Hambourg, le Nederlandse Opera à Amsterdam ainsi que le Lyric Opera de Chicago, celui de San Francisco, celui de Los Angeles, le Grand Opera de Houston et le Festival de Salzbourg.
Un de ses rôles les plus connus est le rôle-titre dans l'opéra Tosca, qui lui a valu un Emmy Award en 1992, où elle partageait la scène avec Plácido Domingo dans le rôle de Mario Cavaradossi et Ruggero Raimondi dans celui de Scarpia. L'opéra était diffusé en direct depuis les différents lieux réels où se déroulent les trois actes (successivement l'église Sant'Andrea della Valle, le palais Farnese et la terrasse du château Saint-Ange, à Rome) et suivi par un milliard de téléspectateurs dans le monde entier. Elle a également interprété le rôle-titre dans Salome de Richard Strauss où elle exécute la danse des sept voiles entièrement nue sous un voile de gaze qu'elle enlève à la fin de la scène, ce qui était, à l'époque, une rareté à l'opéra. Elle a joué de même entièrement nue le rôle de Jenny dans Grandeur et décadence de la ville de Mahagonny de Kurt Weill.
Tout au long de sa carrière, elle a été la championne de la musique des compositeurs américains, y compris Carlisle Floyd, William Bolcom, Conrad Susa et Thomas Pasatieri. Elle a également mis en scène des opéras y compris Madame Butterfly au Central City Opera en 2005 et The Saint of Bleecker Street en 2007.

L'une des particularités de Catherine Malfitano, c'est de ne jamais se cantonner à un genre de musique déterminé. C'est pourquoi elle possède un répertoire considérable de rôles classiques et contemporains qu'elle chante en anglais, en allemand, en italien, en français et même en tchèque. Peu à peu elle a approfondi son soprano lyrique pour le rendre plus dramatique ; elle a choisi souvent des rôles de personnages féminins complexes et, conduite par une sorte de nécessité schizophrène, elle a voulu incarner toutes leurs facettes intérieures. Pour correspondre à ses personnages, elle a pris également des cours d'art dramatique.

« Il ne faut pas que les chanteurs ne soient que des machines. Ce que le public attend, ce ne sont pas seulement des voix mais aussi des personnages dans lesquels ils puissent croire (Catherine Malfitano). »

 Cette attitude lui a valu les faveurs de metteurs en scène parmi les plus célèbres. C'est ainsi qu'elle a travaillé, outre les maîtres déjà mentionnés, avec Robert Altman, Götz Friedrich, Jürgen Flimm - et qu'elle a chanté dans les plus grandes salles du monde. Parmi ses compositions les plus brillantes on trouve Salomé, Madame Butterfly et aussi Floria Tosca dans la célèbre retransmission télévisée en direct de Tosca (chef d'orchestre Zubin Mehta, à la régie Giuseppe Patroni Griffi), tournée sur la scène et qui lui a valu un Emmy-Award.